# Йоган Мауріц ван Нассау-Зіген
Йоган Мауріц ван Нассау-Зіген (нід. Johan Maurits van Nassau-Siegen) або Йоганн Моріц фон Нассау-Зіген (нім. Johann Moritz von Nassau-Siegen; Ділленбург, 17 червня 1604 — Клеве, 20 грудня 1679) — граф (з 1674 року — князь) Нассау, внучатий племінник статхаудера Нідерландів Вільгельма Оранського, відомий військовик, фельдмаршал голландської армії, губернатор Голландської Бразилії з 1636 по 1644 роки.